# Banjar
Banjar är en stad på ön Java i Indonesien. Den ligger i provinsen Jawa Barat och har cirka 180 000 invånare. Staden ligger vid gränsen till grannprovinsen Jawa Tengah.